# Jolanta Stefko

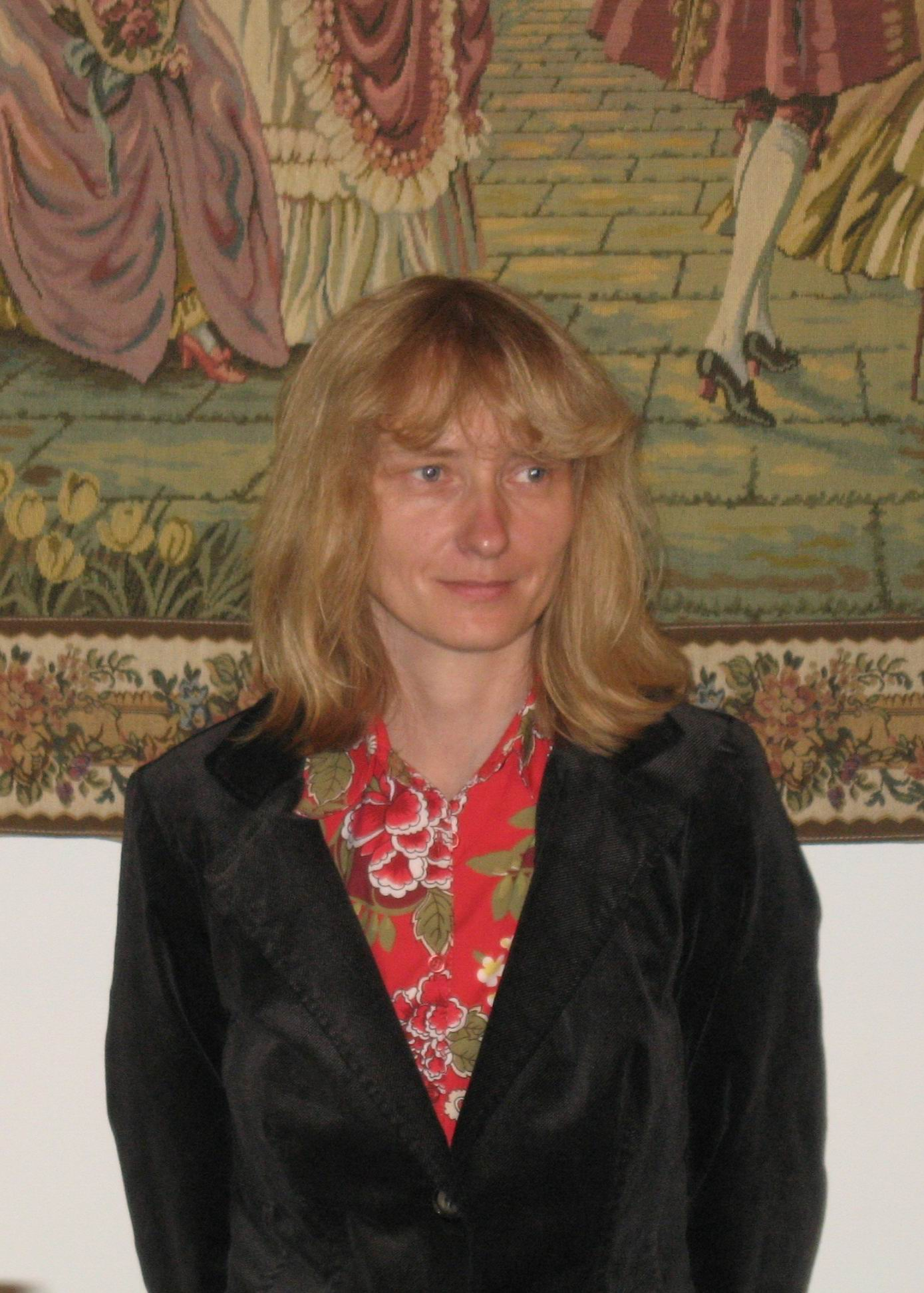
Jolanta Stefko podczas ceremonii wręczenia Nagrody Kościelskich w Krakowie, 7 października 2006

Jolanta Stefko (ur. 1971 w Lipowej) – polska poetka i powieściopisarka. 
Zadebiutowała wydanym w 1998 tomikiem poetyckim pt. Po stronie niczyjej. Jej wiersze publikowane były również w rozmaitych czasopismach literacko-kulturalnych, m.in. w "Tygodniku Powszechnym", "Dekadzie Literackiej", "Odrze", "NaGłosie" i "Kresach".
W 2001, z rekomendacji Stanisława Lema, otrzymała Nagrodę Fundacji Kultury Polskiej. Za swój debiut prozatorski (powieść Możliwe sny, 2003) zdobyła w 2004 nagrodę Polskiego Towarzystwa Wydawców Książek.
W 2006 została laureatką Nagrody Fundacji im. Kościelskich za całokształt twórczości (przy przyznawaniu nagrody jury nie brało pod uwagę wydanej we wrześniu 2006 powieści Diablak, gdyż nie zdążyło się z nią zapoznać). W październiku 2008 r. uhonorowana została Nagrodą Krakowska Książka Miesiąca za tomik poezji Omnis Moriar (Wydawnictwo Literackie w Krakowie)
Stefko z wykształcenia jest technikiem budowlanym, studiowała również polonistykę na Uniwersytecie Jagiellońskim. Związana z Krakowem (jej książki wydaje tamtejsze Wydawnictwo Literackie), mieszka w Lipowej koło Żywca.

## Twórczość

### Poezja
- Po stronie niczyjej (1998)
- Ja nikogo nie lubię prócz siebie, Wydawnictwo Literackie, Kraków (2001)
- Dobrze, że jesteś Wydawnictwo Literackie, Kraków (2006)
- Przyjemne nieistnienie Wydawnictwo Literackie, Kraków (2007)
- Omnis Moriar, Wydawnictwo Literackie, Kraków (2008)
- Pół książki o psie, pół książki o kocie Wydawnictwo Literackie, Kraków (2009)

### Proza
- Możliwe sny, Wydawnictwo Literackie, Kraków  2003 (powieść)
- Diablak, Prószyński i S-ka, Warszawa 2006 (powieść)